# وایور
وایور (به هلندی: Waver) یک منطقهٔ مسکونی در هلند است که در آودر-آمستل واقع شده‌است.